# Canale Monterano
Canale Monterano é uma comuna italiana da região do Lácio, província de Roma, com cerca de 4.386 habitantes. Estende-se por uma área de 36 km², tendo uma densidade populacional de 122 hab/km². Faz fronteira com Blera (VT), Manziana, Oriolo Romano (VT), Tolfa, Vejano (VT).

## Demografia
| Variação demográfica do município entre 1861 e 2011                               |
|                                                                                   |
| Fonte: Istituto Nazionale di Statistica (ISTAT) - Elaboração gráfica da Wikipedia |